# Giả thuyết kỳ vọng thích ứng
Trong kinh tế học, giả thuyết kỳ vọng thích ứng (tiếng Anh: Adaptive expectations hypothesis) là một quá trình giả định của về sự kỳ vọng vủa những gì sẽ diễn ra trong tương lai dựa vào những gì đã xảy ra trong quá khứ. Ví như, nếu muốn dự đoán trước về tỉ lệ lạm phát trong tương lai, họ cần phải xem xét tỉ lệ lạm phát đã xảy ra trong quá khứ và có thể đưa ra những dự đoán chính xác hơn trong nhiều năm nữa.
Giả thuyết kì vọng thích ứng đầu tiên được sử dụng là để mô tả hành vi của tác nhân trong cuốn The Purchasing power of Money do Irving Fisher (1911), sau đó được sử dụng để mô tả các mô hình siêu lạm phát bởi Philp Cagan (1956). Kỳ vọng thích ứng là công cụ trong chức năng tiêu dùng, và đường cong Phillips do Milton Friedman phác thảo. Friedman cho rằng người lao động hình thành kì vọng thích ứng của lạm phát, chính phủ có thể dễ dàng gây bất ngờ cho họ thông qua những thay đổi về chính sách tiền tệ. Khi các công ty lao vào bẫy của sự ảo tưởng về tiền tệ, họ không thể nhận thức chính xác về giá cả hay tiền bạc, vì vậy, theo lý thuyết của Friedman, tỷ lệ thất nghiệp có thể giảm bớt thông qua việc mở rộng chính sách tiền tệ. Nếu như chính phủ chọn cố định tỉ lệ thất nghiệp thấp thì mức lạm phát sẽ ngày càng tăng trong một thời gian dài. Tuy nhiên, trong khuân khổ này, rất rõ ràng tại sao và làm thế nào để các kì vọng thích ứng có vấn đề. Các công ty được cho là thường ngó lơ các nguồn thông tin, còn nếu không sẽ làm ảnh hướng tới dự đoán của họ. Ví dụ, khi chính phủ thông báo rằng có những nguồn này. Các công ty được kì vọng sẽ thay đổi dự đoán của mình và phá bỏ những xu hướng trước đấy khi thay đổi những chính sách kinh tế bắt buộc phải có. Đây chính alf lý do tại sao giả thuyết kì vọng thích ứng lại thường bị coi là có sai lệch so với truyền thống hợp lý của kinh tế học.